# Brestovica pri Povirju
Brestovica pri Povirju este o localitate din comuna Sežana, Slovenia, cu o populație de 51 de locuitori.